# Trigonectes balzanii
Trigonectes balzanii är en fiskart som först beskrevs av Perugia, 1891.  Trigonectes balzanii ingår i släktet Trigonectes och familjen Rivulidae. Inga underarter finns listade i Catalogue of Life.